# Breuer Leopold
Breuer Leopold (Gyulafehérvár, 1791 – Bécs, 1872) tanár.

## Életpályája
Ő volt a szerzője annak a memorandumnak, amelyet 1832-ben a magyar országgyűlés elé terjesztett a hazai zsidóság. 1835-ben Bécsbe hívták meg vallástanárnak. Tankönyvei és módszere az osztrák kultúrkormányzat elismerését és figyelmét vonták maguk után. Breuer „reformer” volt, jóllehet a bécsi hitközség távol állott ettől. 1857-ben visszavonult. Akkor nagyon elterjedt és eredeti szempontból megírt tankönyvei: 
- Biblische Geschichte u. Geschichte d. Juden u. des Judentums für die israelitische Jugend (2 kötet, 1848-1849)
- Israelitische Glaubens u. Pflichtenlehre (1851)